# Puntius chola
Puntius chola е вид лъчеперка от семейство Шаранови (Cyprinidae).

## Разпространение
Видът е разпространен в Бангладеш, Индия, Мианмар, Непал, Пакистан и Шри Ланка.